# エーリック・ヴァーレンショルド
エーリック・テオドール・ヴァーレンショルド（ノルウェー語: Erik Theodor Werenskiold。1855年2月11日 - 1938年11月23日）は、ノルウェーの画家、挿絵画家である。

## 解説
ノルウェー南東部、インランデ県のEidskogで軍人の息子に生まれ、父親が指揮官として駐留したKongsvingerで育った。画家のアドルフ・ティーデマンに勧められて、1872年ころ、クリスチャニアの王立絵画学校に入学し、 Julius Middelthun (1820–1886)に学んだ。1875年の秋、ミュンヘンに留学し、4年間そこに滞在した。1876年のパリ万国博覧会の展覧会でフランスの外光派の絵画や自然主義の絵画を知ることになり1881年にパリに移り、そこで修行した。ミュンヘンやパリ滞在中から北欧の民話の書籍の挿絵を描いていた。
1883年にノルウェーに戻り、ノルウエーの風景や農民を描き、肖像画家としても働いた。帰国後は国民画家となった。1880年代のレアリスムを代表する画家の一人でもある。
オスロ郊外のリッサーケルはノルウェーにおける芸術村として知られているが、ヴァーレンショルドは1980年代にリッサーケルに家を建て、彼の妻は織物を制作して室内を飾った。彼の家の実用的かつ簡素さは近代化の行き着いた姿だと研究者に指摘されている。

## 主な作品

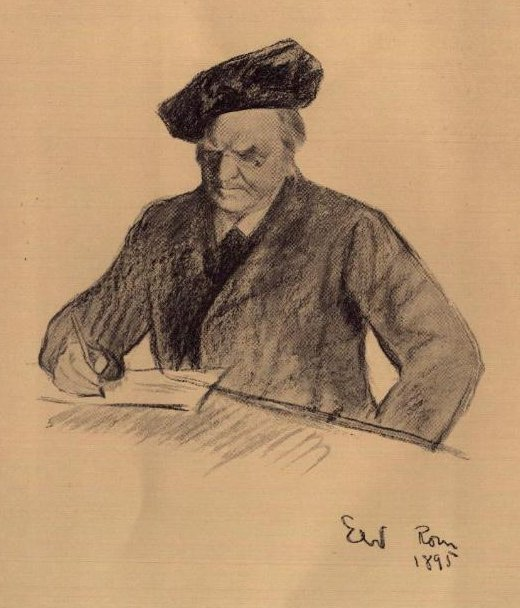
ビョルンスティエルネ・ビョルンソン
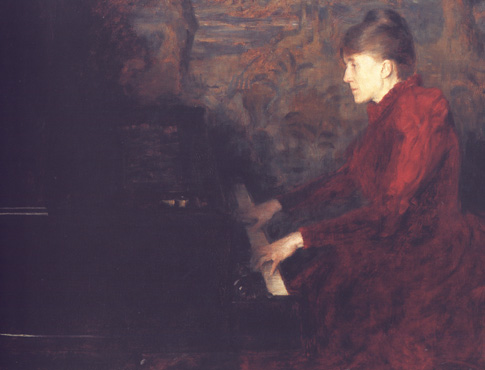
ピアニスト、エリカ・ニッセン（英語版）
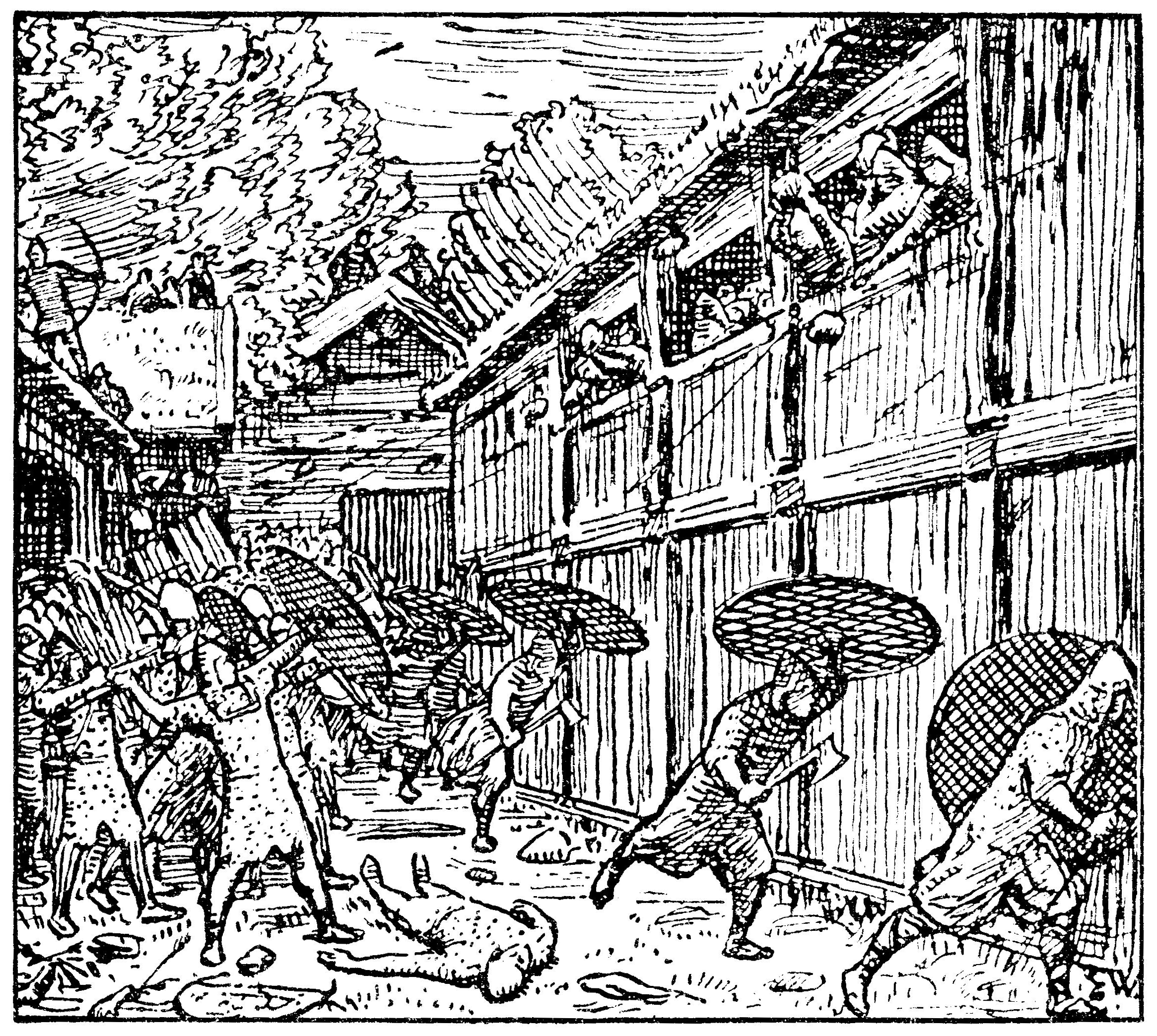
『ヘイムスクリングラ』の挿絵
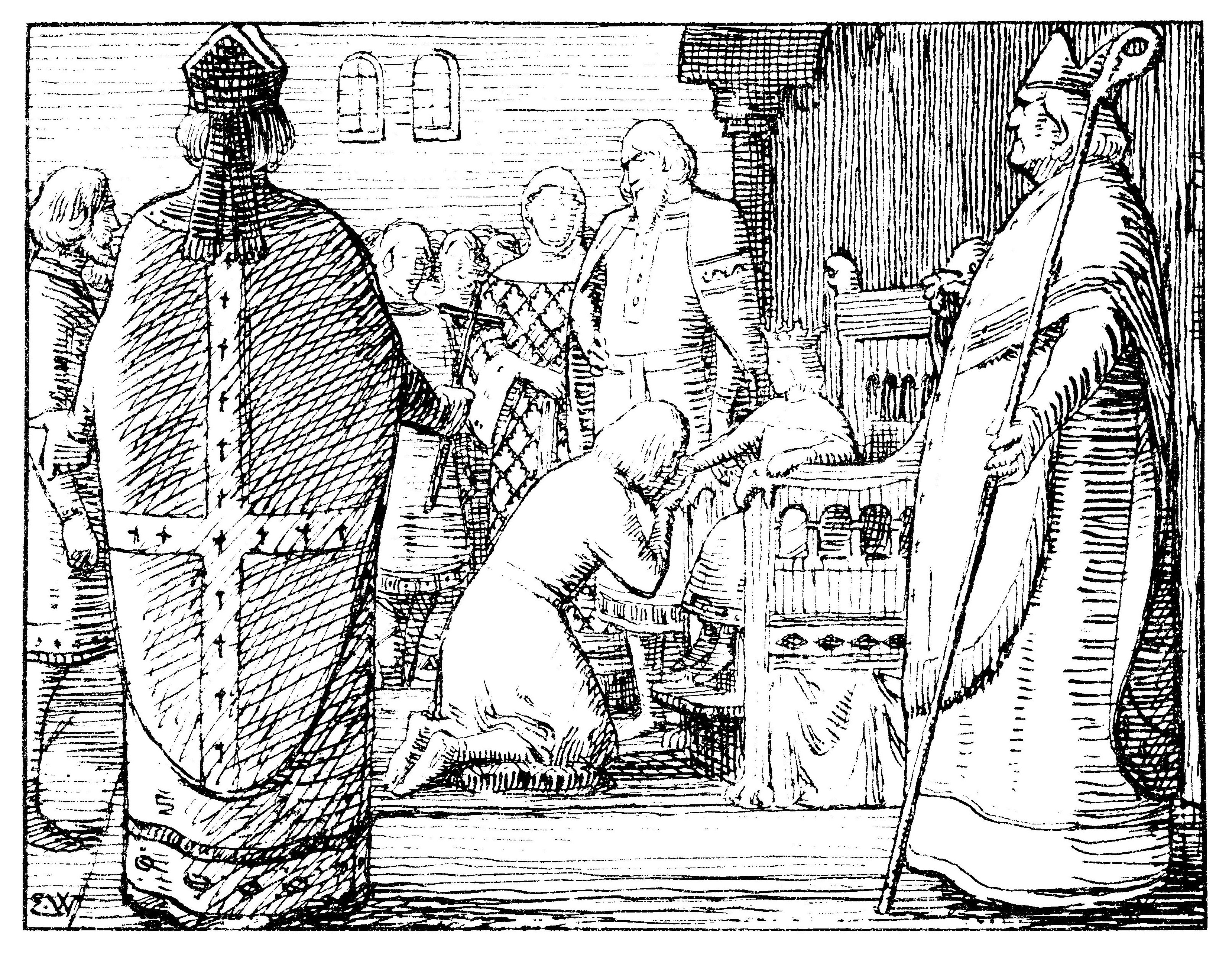
同
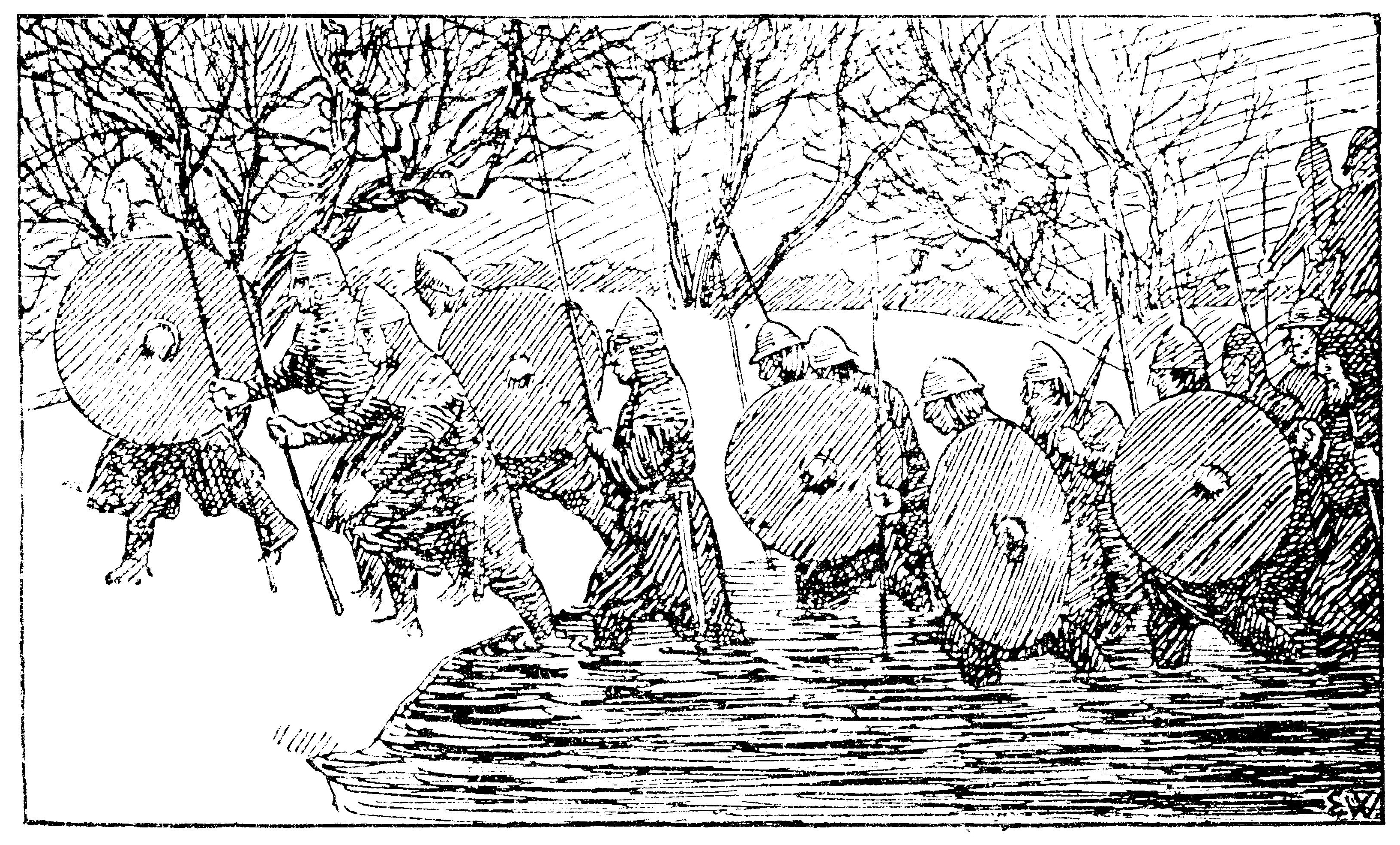
同
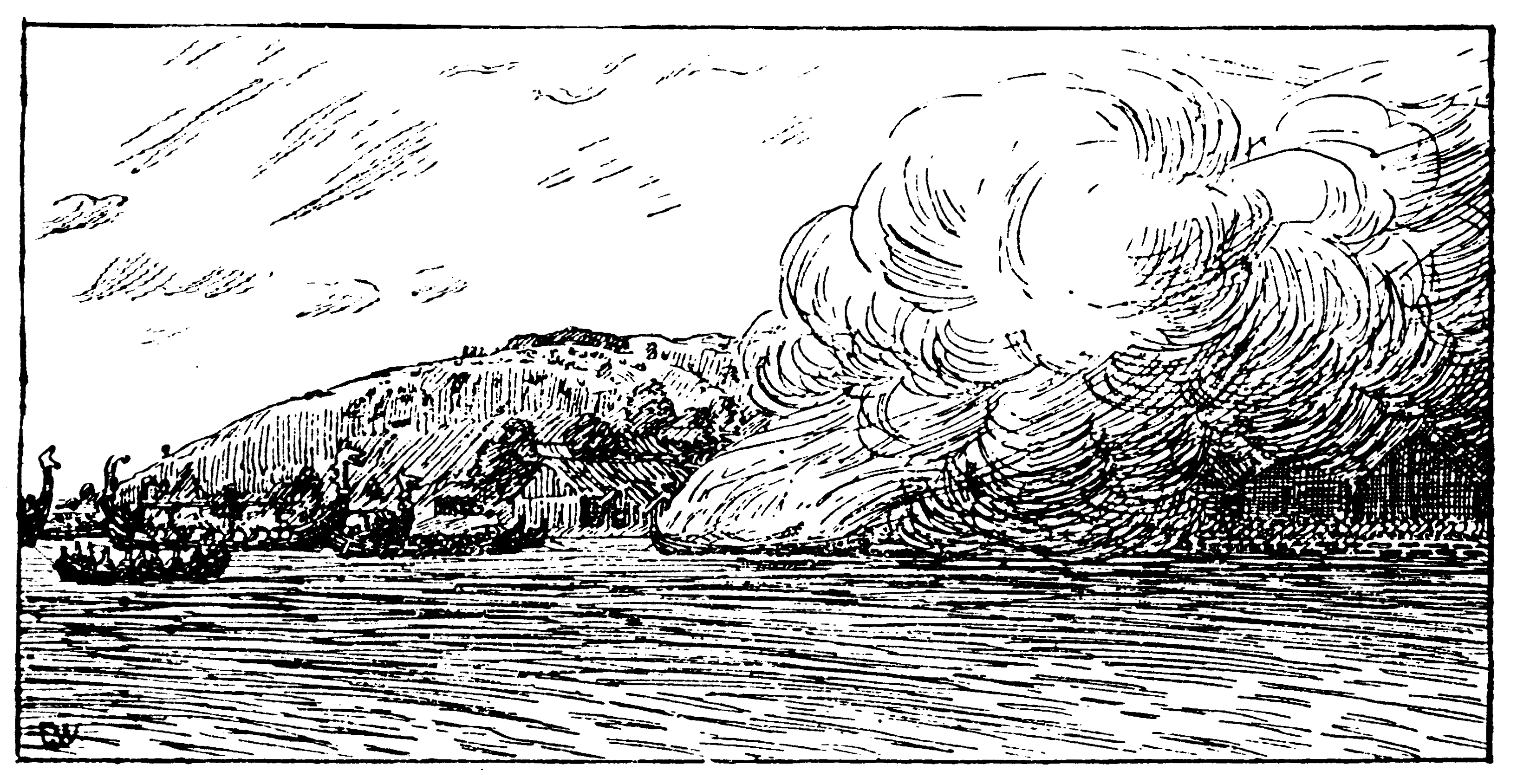
同
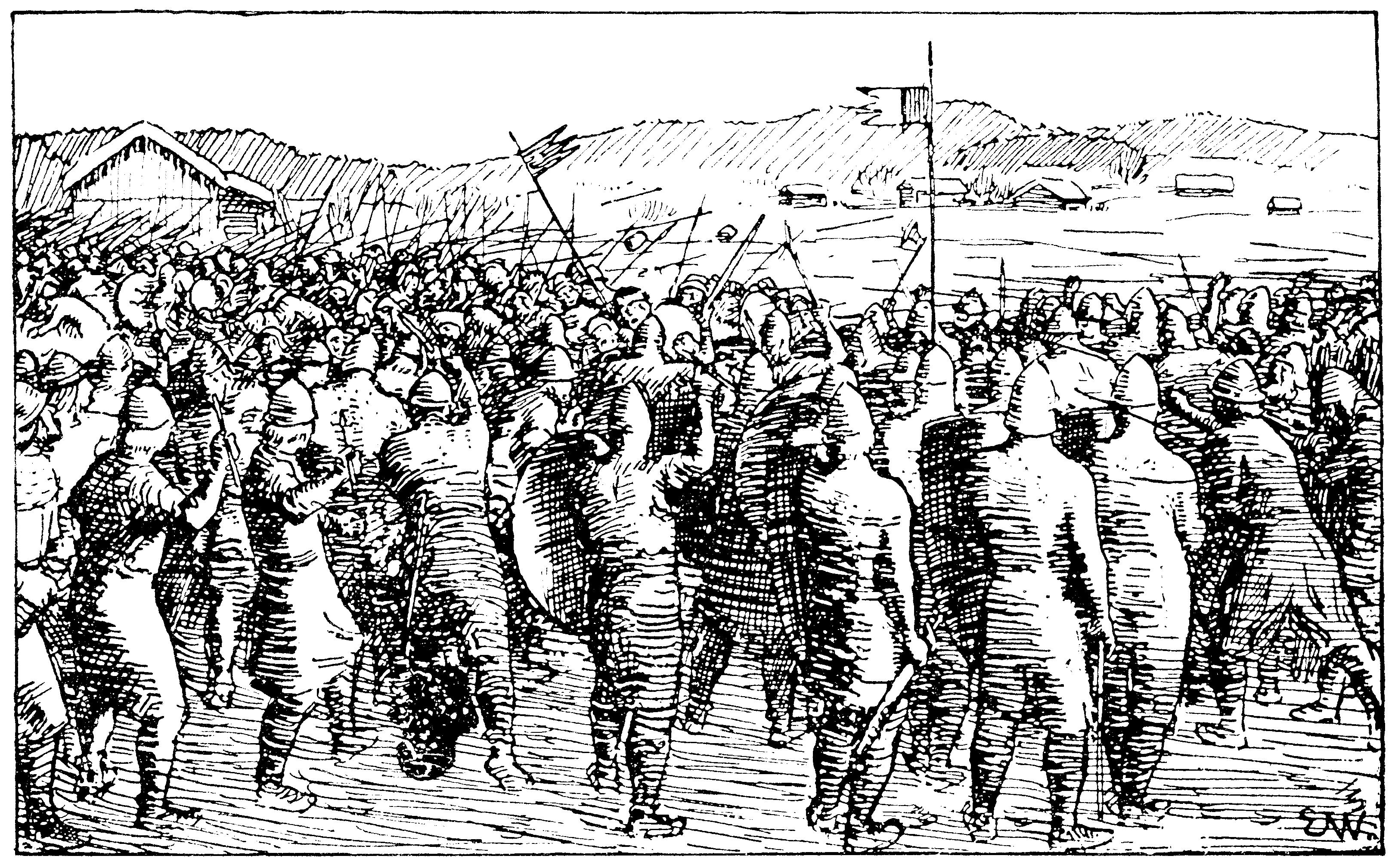
同
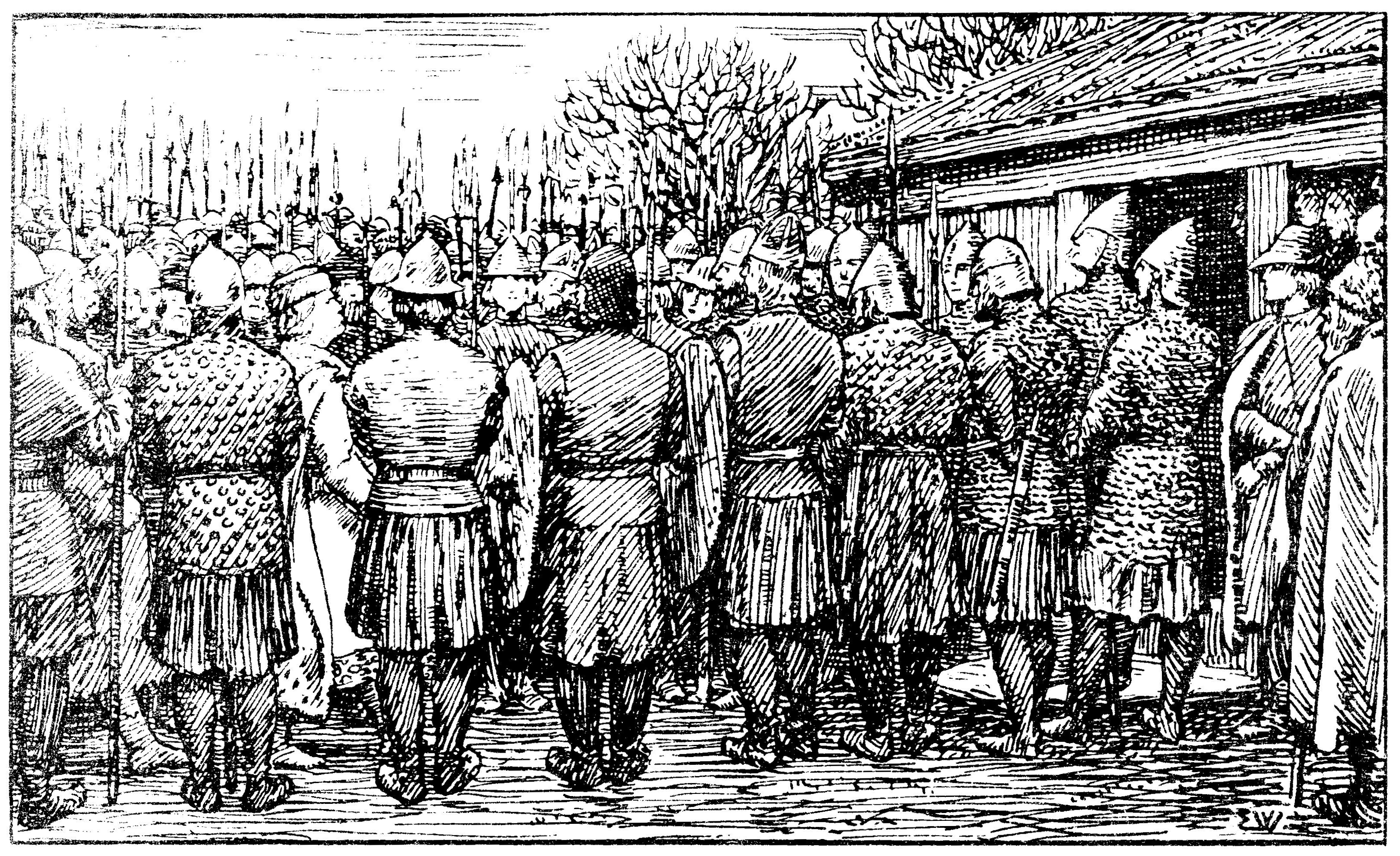
同